# Kim Dong-hyun
Kim Dong-hyun (Suwon, 17 de noviembre de 1981), más conocido como Dong-hyun Kim, es un artista marcial mixto surcoreano que actualmente compite en la categoría de peso wélter en Ultimate Fighting Championship.

## Primeros años y educación
En Corea del Sur, Kim comenzó a practicar judo en la Universidad de Yong-In, que le llevó a comenzar su carrera de AMM. Kim comenzó a entrenar en Wajyutsu Keisyukai, un reconocido gimnasio japonés frecuentado por un número de los mejores peleadores japoneses. Como uno de los miembros más grandes de la gimnasia, Kim se convirtió en un compañero de entrenamiento regular del peso medio Yushin Okami.

## Carrera de artes marciales mixtas

### Ultimate Fighting Championship
Kim debutó en UFC el 24 de mayo de 2008 contra Jason Tan en UFC 84. Kim derrotó a Tan por nocaut técnico en la tercera ronda.
Kim se enfrentó a Matt Brown el 6 de septiembre de 2008 en UFC 88. Kim ganó la pelea por decisión dividida.
Kim se enfrentó a Karo Parisyan el 31 de enero de 2009 en UFC 94. Kim perdió originalmente por decisión dividida, pero finalmente la pelea fue declarada sin resultado dado que Parisyan dio positivo por analgésicos prohibidos.
Kim se enfrentó a TJ Grant el 11 de julio de 2009 en UFC 100. Kim ganó la pelea por decisión unánime.
Kim se enfrentó a Amir Sadollah el 29 de mayo de 2010 en UFC 114. Kim ganó la pelea por decisión unánime.
Kim se enfrentó a Nate Diaz el 1 de enero de 2011 en UFC 125. Kim ganó la pelea por decisión unánime.
Kim se enfrentó a Carlos Condit el 2 de julio de 2011 en UFC 132. Kim perdió la pelea por nocaut en la primera ronda, siendo esta la primera derrota de su carrera.
Kim se enfrentó a Sean Pierson el 30 de diciembre de 2011 en UFC 141. Kim ganó la pelea por decisión unánime.
Kim se enfrentó a Demian Maia el 7 de julio de 2012 en UFC 148. Kim perdió la pelea por sufrir un espasmo muscular en la primera ronda.
Kim se enfrentó a Paulo Thiago el 10 de noviembre de 2012 en UFC on Fuel TV 6. Kim ganó la pelea por decisión unánime.
Kim se enfrentó a Siyar Bahadurzada el 3 de marzo de 2013 en UFC on Fuel TV 8. Kim ganó la pelea por decisión unánime
Kim se enfrentó a Erick Silva el 9 de octubre de 2013 en UFC Fight Night 29. Kim ganó la pelea por nocaut en la segunda ronda, ganando así el premio al KO de la Noche.
Kim se enfrentó a John Hathaway el 1 de marzo de 2014 en UFC Fight Night: Kim vs. Hathaway. Kim ganó la pelea por nocaut en la tercera ronda, ganando así el premio a la Actuación de la Noche.
El 23 de agosto de 2014, Kim perdió ante Tyron Woodley por nocaut técnico en la primera ronda en UFC Fight Night 48.
El 23 de mayo de 2015, Kim se enfrentó a Josh Burkman en UFC 187. Kim ganó la pelea por sumisión en la tercera ronda.
Kim se enfrentó a Dominic Waters el 28 de noviembre de 2015 en UFC Fight Night 79. Kim ganó la pelea por nocaut técnico en la primera ronda.
Kim se enfrentó a Tarec Saffiedine el 30 de diciembre de 2016 en UFC 207. Ganó la pelea por decisión dividida.
Kim se enfrentó a Colby Covington el 17 de junio de 2017 en UFC Fight Night: Holm vs. Correia. Perdió la pelea por decisión unánime.

## Campeonatos y logros
- Ultimate Fighting Championship
  - KO de la Noche (Una vez)
  - Actuación de la Noche (Una vez)

## Récord en artes marciales mixtas
| Récord profesional | Récord profesional | Récord profesional |
| 28 peleas          | 22 victorias       | 4 derrotas         |
| ------------------ | ------------------ | ------------------ |
| Nocaut             | 9                  | 3                  |
| Sumisión           | 2                  | 1                  |
| Decisión           | 11                 | 0                  |
| Empate             | 1                  | 1                  |
| Sin resultado      | 1                  | 1                  |

| Resultado     | Récord     | Oponente           | Método                           | Evento                                  | Fecha                    | Ronda | Tiempo | Localización      | Notas |
| ------------- | ---------- | ------------------ | -------------------------------- | --------------------------------------- | ------------------------ | ----- | ------ | ----------------- | --- |
| Derrota       | 22–4–1 (1) | Colby Covington    | Decisión (unánime)               | UFC Fight Night: Holm vs. Correia       | 17 de junio de 2017      | 3     | 5:00   | Singapur          | |
| Victoria      | 22–3–1 (1) | Tarec Saffiedine   | Decisión (dividida)              | UFC 207                                 | 30 de diciembre de 2016  | 3     | 5:00   | Las Vegas, Nevada | |
| Victoria      | 21–3–1 (1) | Dominic Waters     | TKO (golpes)                     | UFC Fight Night: Henderson vs. Masvidal | 28 de noviembre de 2015  | 1     | 3:11   | Seúl              | |
| Victoria      | 20–3–1 (1) | Josh Burkman       | Sumisión (arm-triangle choke)    | UFC 187                                 | 23 de mayo de 2015       | 3     | 2:13   | Las Vegas, Nevada | |
| Derrota       | 19–3–1 (1) | Tyron Woodley      | TKO (golpes)                     | UFC Fight Night: Bisping vs. Le         | 23 de agosto de 2014     | 1     | 1:01   | Macao             | |
| Victoria      | 19–2–1 (1) | John Hathaway      | KO (codazo giratorio)            | UFC Fight Night: Kim vs. Hathaway       | 1 de marzo de 2014       | 3     | 1:02   | Macao             | Actuación de la Noche. |
| Victoria      | 18–2–1 (1) | Erick Silva        | KO (golpe)                       | UFC Fight Night: Maia vs. Shields       | 9 de octubre de 2013     | 2     | 3:01   | Barueri           | KO de la Noche. |
| Victoria      | 17–2–1 (1) | Siyar Bahadurzada  | Decisión (unánime)               | UFC on Fuel TV: Silva vs. Stann         | 3 de marzo de 2013       | 3     | 5:00   | Saitama           | |
| Victoria      | 16–2–1 (1) | Paulo Thiago       | Decisión (unánime)               | UFC on Fuel TV: Franklin vs. Le         | 10 de noviembre de 2012  | 3     | 5:00   | Macao             | |
| Derrota       | 15–2–1 (1) | Demian Maia        | TKO (lesión)                     | UFC 148                                 | 7 de julio de 2012       | 1     | 0:47   | Las Vegas, Nevada | Kim sufrió un espasmo muscular que puso fin a la pelea en la primera ronda.                                                   |
| Victoria      | 15–1–1 (1) | Sean Pierson       | Decisión (unánime)               | UFC 141                                 | 30 de diciembre de 2011  | 3     | 5:00   | Las Vegas, Nevada | |
| Derrota       | 14–1–1 (1) | Carlos Condit      | TKO (rodillazo volador y golpes) | UFC 132                                 | 2 de julio de 2011       | 1     | 2:58   | Las Vegas, Nevada | |
| Victoria      | 14–0–1 (1) | Nate Diaz          | Decisión (unánime)               | UFC 125                                 | 1 de enero de 2011       | 3     | 5:00   | Las Vegas, Nevada | |
| Victoria      | 13–0–1 (1) | Amir Sadollah      | Decisión (unánime)               | UFC 114                                 | 29 de mayo de 2010       | 3     | 5:00   | Las Vegas, Nevada | |
| Victoria      | 12–0–1 (1) | TJ Grant           | Decisión (unánime)               | UFC 100                                 | 11 de julio de 2009      | 3     | 5:00   | Las Vegas, Nevada | |
| Sin resultado | 11–0–1 (1) | Karo Parisyan      | Sin resultado                    | UFC 94                                  | 31 de enero de 2009      | 3     | 5:00   | Las Vegas, Nevada | Derrota por decisión dividida para Kim; resultado cambiado después de que Parisyan diera positivo por analgésicos prohibidos. |
| Victoria      | 11–0–1     | Matt Brown         | Decisión (dividida)              | UFC 88                                  | 6 de septiembre de 2008  | 3     | 5:00   | Atlanta, Georgia  | |
| Victoria      | 10–0–1     | Jason Tan          | TKO (codazos)                    | UFC 84                                  | 24 de mayo de 2008       | 3     | 0:25   | Las Vegas, Nevada | |
| Empate        | 9–0–1      | Hidehiko Hasegawa  | Empate                           | Deep: 32nd Impact                       | 10 de octubre de 2007    | 3     | 5:00   | Tokio             | Por el Campeonato de Peso Wélter de Deep.                                                                                     |
| Victoria      | 9–0        | Hidehiko Hasegawa  | KO (slam y golpes)               | Deep: 31st Impact                       | 5 de agosto de 2007      | 3     | 4:57   | Tokio             | |
| Victoria      | 8–0        | Yukiharu Maejima   | KO (golpes)                      | Deep: CMA Festival 2                    | 23 de julio de 2007      | 1     | 0:11   | Tokio             | |
| Victoria      | 7–0        | Hidenobu Koike     | KO (golpe)                       | Deep: 28th Impact                       | 16 de febrero de 2007    | 2     | 4:33   | Tokio             | |
| Victoria      | 6–0        | Jun Ando           | TKO (golpes)                     | Deep: 27th Impact                       | 20 de diciembre de 2006  | 2     | 0:44   | Tokio             | |
| Victoria      | 5–0        | Kousei Kubota      | KO (rodillazo)                   | Deep: 26th Impact                       | 10 de octubre de 2006    | 1     | 2:46   | Tokio             | |
| Victoria      | 4–0        | Tomoyoshi Iwamiya  | Decisión (unánime)               | Deep: 25th Impact                       | 4 de agosto de 2006      | 2     | 5:00   | Tokio             | |
| Victoria      | 3–0        | Mitsunori Tanimura | Sumisión (rear-naked choke)      | Deep: CMA Festival                      | 24 de mayo de 2006       | 1     | 4:28   | Tokio             | |
| Victoria      | 2–0        | Hyung-kwang Kim    | Decisión (unánime)               | Spirit MC 5: 2004 GP Unlimited          | 11 de septiembre de 2004 | 3     | 5:00   | Seúl              | |
| Victoria      | 1–0        | Young-ahm Noh      | Decisión (unánime)               | Spirit MC 3: I Will Be Back!!!          | 10 de abril de 2004      | 3     | 5:00   | Seúl              | |

## Filmografía

### Programas de televisión
| Año             | Título                         | Canal | Notas                                    |
| --------------- | ------------------------------ | ----- | ---------------------------------------- |
| 2020 - presente | Master in The House            | sbs   | miembro                                  |
| 2018            | Living Together in Empty Room  | MBC   | ep. 32- 33 (participante)                |
| 2017            | I Can See Your Voice 5         | Mnet  | Ep. #4 (miembro del panel de detectives) |
| 2015, 2016      | Running Man                    | SBS   | ep. 239, 305, 317 (participante)         |
| 2015            | Law of the Jungle in Nicaragua | SBS   | ep. 178 – 185 (participante)             |

### Películas
| Año  | Título             | Personaje | Notas                                                                               |
| ---- | ------------------ | --------- | ----------------------------------------------------------------------------------- |
| 2018 | Brothers in Heaven | Tae Sung  | junto a Jo Han-sun, Sung Hoon, Yoon So-yi, Park Chul-min, Ji Min-hyuk y Yoo In-hyuk |

### Series de televisión
| Año  | Título   | Personaje                      | Notas                        |
| ---- | -------- | ------------------------------ | ---------------------------- |
| 2020 | 18 Again | Entrenador de Defensa Personal | ep. #10 - aparición especial |

## Premios y nominaciones
| Año  | Categoría                       | Premio                  | Trabajo             | Resultado | Ref.          |
| ---- | ------------------------------- | ----------------------- | ------------------- | --------- | ------------- |
| 2020 | Excellence Award (Show/Variety) | SBS Entertainment Award | Master in the House | Ganó      | [ 20 ] [ 21 ] |